# Postville (Iowa)
Postville est une ville du comté d'Allamakee, en Iowa, aux États-Unis. Elle est fondée en 1853 et incorporée à l'État d'Iowa en 1873.